# شورشی ۲
شورشی ۲ (به هندی: Baaghi 2) فیلمی است محصول سال ۲۰۱۸ و به کارگردانی احمد خان است. در این فیلم بازیگرانی همچون تایگر شروف، دیشا پاتانی، مانوج باجپایی، راندیپ هودا، دیپاک دوبریال، پراتیک بابار، ژاکلین فرناندز ایفای نقش کرده‌اند.
این فیلم دنباله فیلم شورشی می‌باشد.